# Sjunde i sjunde
Sjunde i sjunde är en årlig gratiskonsert i Örnsköldsvik som arrangerades för första gången år 2008. Det är den lokala tidningen Tidningen 7 som står som arrangör, tillsammans med lokala företag och sponsorer. Konserten hålls årligen den 7 juli i Strandparken i centrala Örnsköldsvik.

## Artister genom åren
- 2008 - Uno Svenningsson
- 2009 - Bo Kaspers Orkester
- 2010 - Salem Al Fakir
- 2011 - Orup
- 2012 - Amanda Jenssen
- 2013 - Petra Marklund
- 2014 - Agnes
- 2015 - Petter
- 2016 - Takida
- 2017 - Miss Li
- 2018 - Electric Banana Band
- 2019 - Linnea Henriksson
- 2022 - Markoolio
- 2023 - Molly Hammar
- 2024 - Timbuktu
- 2025 - Norlie & KKV